# Isqat
Isqat (tiếng Ả Rập: اسقاط) là một ngôi làng ở Syria, một phần hành chính của Tỉnh Idlib. Các địa phương gần đó bao gồm Salqin ở phía tây nam, Kafr Takharim ở phía đông nam, Harem ở phía đông bắc và al-Alani ở phía tây. Theo Cục Thống kê Trung ương Syria (CBS), Isqat có dân số 4.535 vào năm 2004.